# Géographie de Trinité-et-Tobago

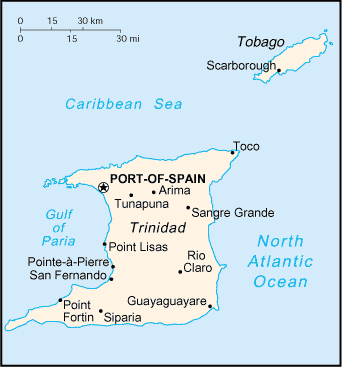
Carte de Trinité-et-Tobago

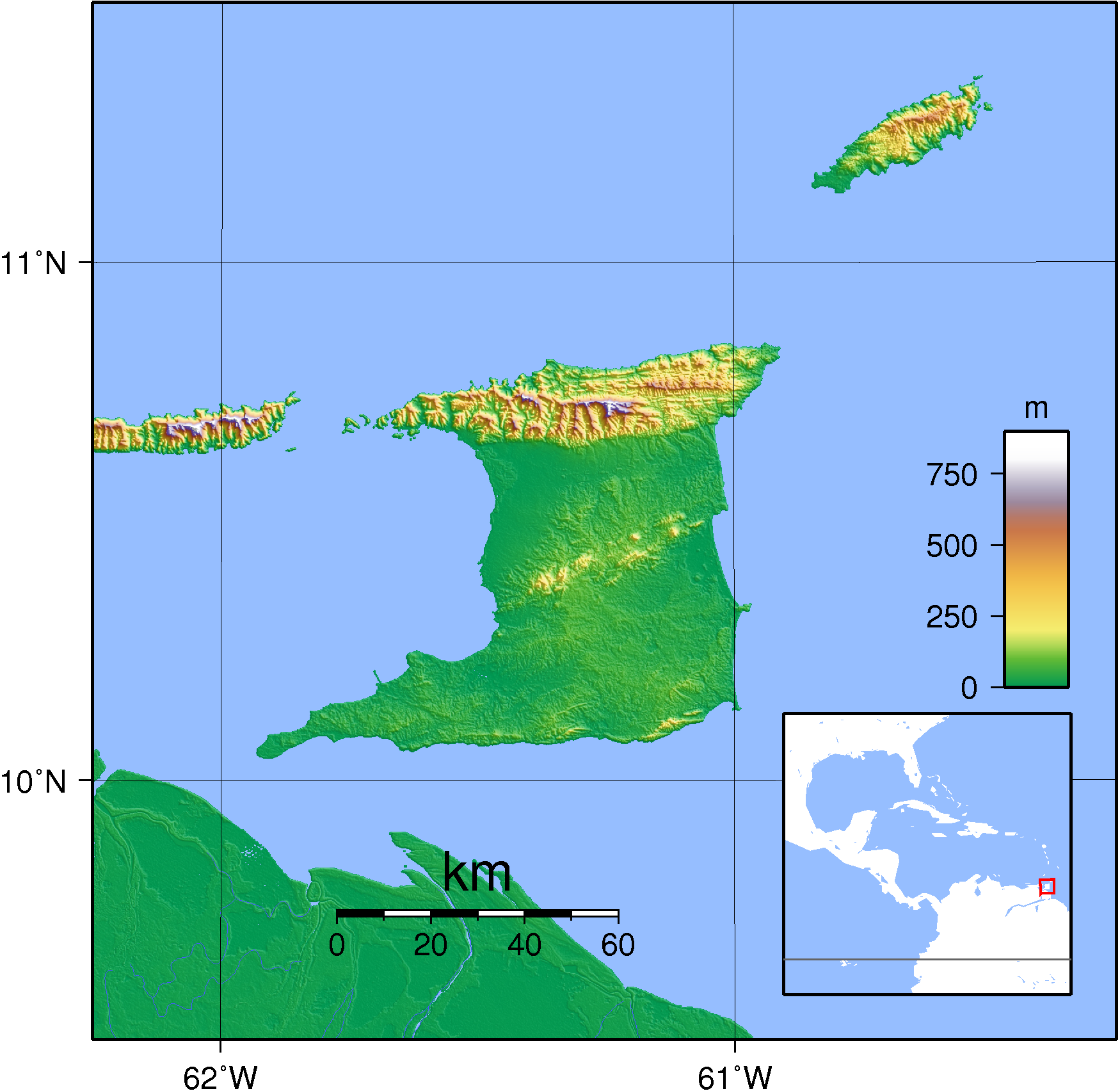
Topographie de Trinité-et-Tobago.

Trinité-et-Tobago est un archipel situé dans le Sud des Caraïbes entre la mer des Caraïbes et l'océan Atlantique Nord, au Nord-Est du Venezuela. Il s'agit des îles les plus méridionales des Petites Antilles. Autour des îles principales de Trinidad et Tobago, l'archipel regroupe diverses îles secondaires comme Monos, Huevos, Gaspar Grande (ou Gasparee), Little Tobago et St. Giles Island.
Trinidad se situe à 11 km au large de la côte du Venezuela et à 130 km des Grenadines. L'île de Trinidad occupe une surface de 4 768 km2, soit 93,0 % de la surface du pays. Elle mesure environ 80 km de longueur pour une largeur moyenne de 59 km. De forme globalement rectangulaire, elle possède 3 péninsules qui s'étendent vers le large.
Tobago se situe à environ 30 km au Nord-Est de Trinidad. Elle occupe environ 298 km2, soit 5,8 % de la surface du pays. De forme allongée, elle mesure environ 41 km de longueur pour une largeur maximale de 12 km. Elle est orientée du Nord-Est vers le Sud-Ouest.
Son point culminant est El Cerro del Aripo a une altitude de 940 mètres, le deuxième sommet est El Tucuche avec 936 mètres d'altitude.